# Hampus Finndell
Hampus Finndell, né le 6 juin 2000 à Västerås en Suède, est un footballeur suédois qui joue au poste de milieu central au Djurgårdens IF.

## Biographie

### En club
Formé à l'IF Brommapojkarna, Hampus Finndell rejoint le centre de formation du FC Groningue en 2016. Il ne joue cependant aucun match en professionnel avec le club néerlandais.
Le 20 décembre 2017, Hampus Finndell effectue son retour au pays, en rejoignant le Djurgårdens IF,.
Finndell fait sa première apparition dans l'Allsvenskan le 15 mai 2019, face au Falkenbergs FF. Il entre en jeu à la place de Jonathan Ring et son équipe s'impose par trois buts à zéro.
En 2019, il glane le premier titre de sa carrière, le Djurgårdens IF étant sacré champion de Suède, grâce à une victoire obtenue à la dernière journée du championnat.
Le 20 janvier 2020, il est prêté au Dalkurd FF pour une saison.
Finndell fait ensuite son retour au Djurgårdens IF. Il inscrit son premier but en professionnel le 25 avril 2021, lors d'une rencontre de championnat face au Varbergs BoIS. Il est titularisé lors de cette rencontre remportée par son équipe (1-3 score final),.
Le 1er février 2024, Hampus Finndell rejoint l'Allemagne et l'Eintracht Brunswick sous la forme d'un prêt jusqu'à la fin de la saison, avec option d'achat,.
Le 17 juillet 2024, Hampus Finndell prend la direction de la Norvège en signant un contrat courant jusqu'en décembre 2028 avec le Viking FK.
Peu utilisé à Viking, Finndell quitte le club dès le mercato d'hiver, il fait son retour au Djurgårdens IF le 15 janvier 2025 pour un contrat courant jusqu'en décembre 2028.

### En sélection
Hampus Finndell représente la Suède en sélection, faisant ses débuts avec l'équipe des moins de 15 ans, avec laquelle il joue trois matchs en 2015.
Avec les moins de 17 ans, Finndell inscrit en septembre 2016 deux buts rentrant dans le cadre des éliminatoires du championnat d'Europe des moins de 17 ans 2017, contre la Finlande et la Bulgarie.
Avec les moins de 19 ans, Finndell joue en tout quatre matchs, tous en 2018.
Finndell joue son premier match avec l'équipe de Suède espoirs le 3 juin 2021, lors d'un match amical contre la Finlande. Il entre en jeu à la place de Bilal Hussein et son équipe l'emporte (2-0 score final).

## Palmarès
Djurgårdens IF
- Championnat de Suède (1) :
  - Champion : 2019.

- Coupe de Suède (1) :
  - Vainqueur : 2017-18.